# هواگرد آموزشی شاتل
هواگرد آموزشی شاتل (به انگلیسی: Shuttle Training Aircraft) یک هواپیمای ساختِ کارخانهٔ گرومن در کشور ایالات متحده آمریکا است. نخستین استفاده‌کنندهٔ این هواپیما ناسا بوده‌است.

## نگارخانه

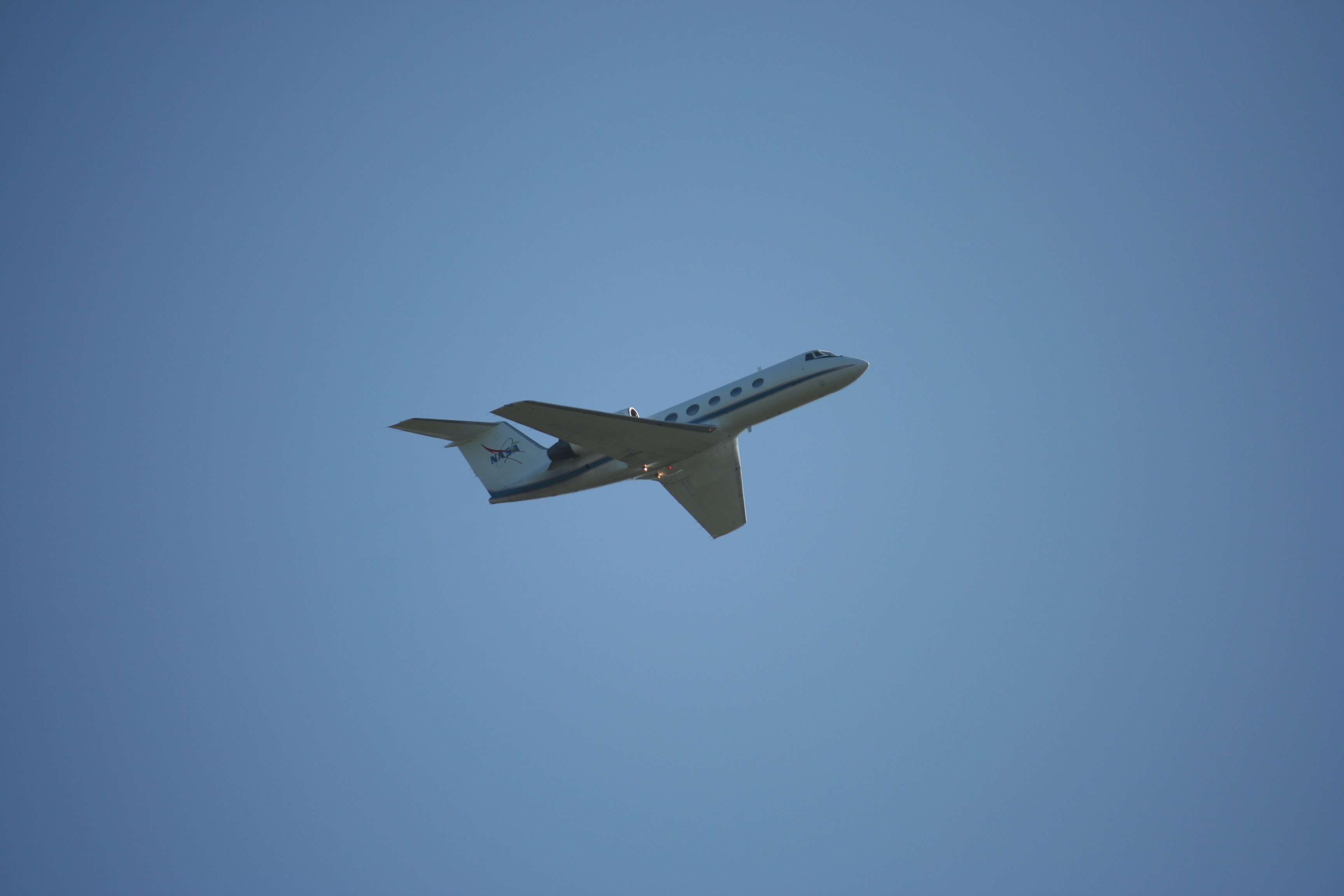
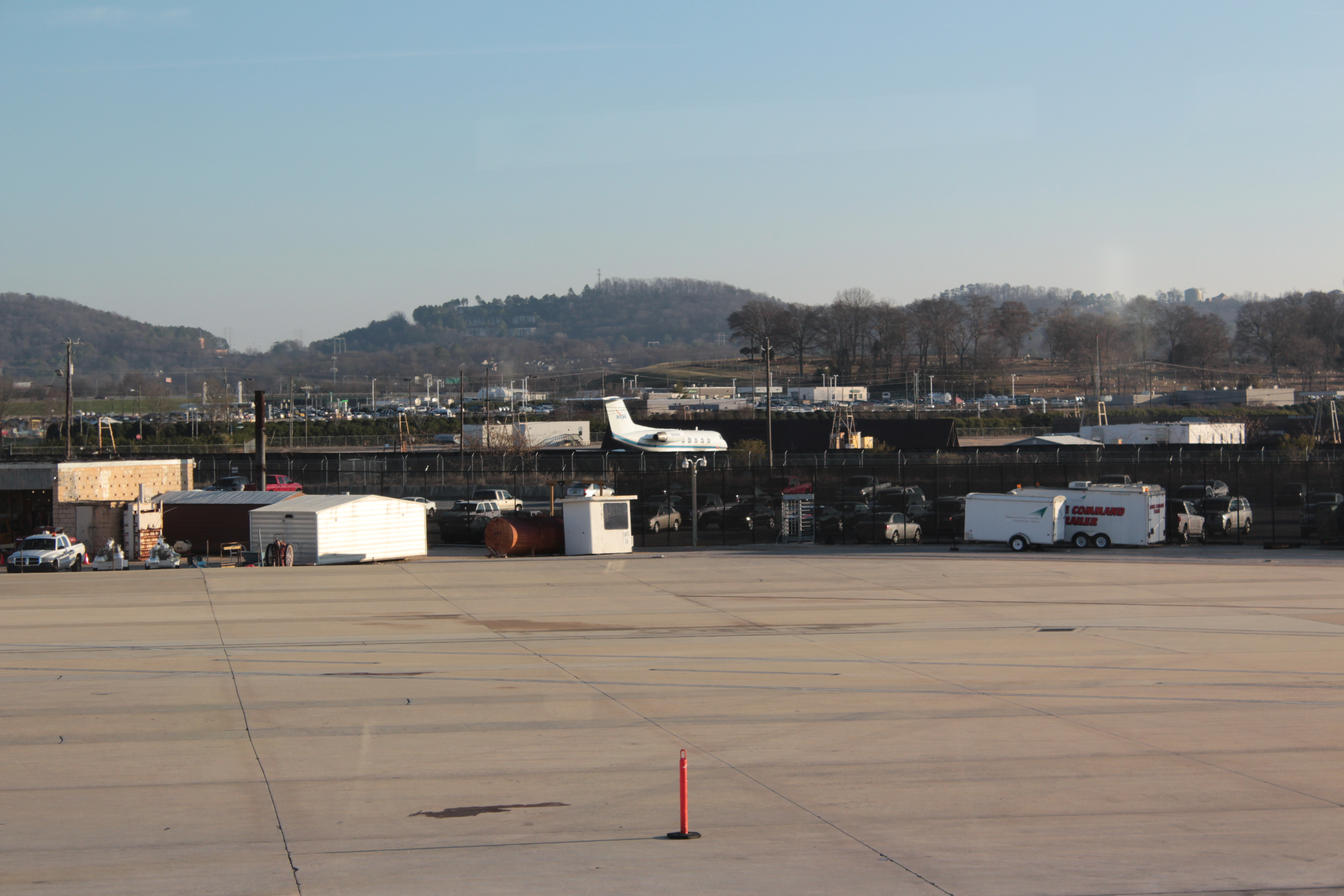